# Juvêncio Pereira Ferreira
Juvêncio Pereira Ferreira ( – Rio de Janeiro, 4 de março de 1845) foi um farmacêutico brasileiro.
Foi eleito membro da Academia Nacional de Medicina em 1835, com o número acadêmico 47, na presidência de Joaquim Cândido Soares de Meireles.